# Jim Thorpe: All-American
Jim Thorpe: All-American (bra O Homem de Bronze) é um filme norte-americano de 1951, um drama biográfico dirigido por Michael Curtiz, com roteiro baseado na vida e carreira do atleta Jim Thorpe contadas a Russell Birdwell.

## Sinopse
Reconhecido internacionalmente e detentor de diversos triunfos em diferentes modalidades esportivas, o atleta norte-americano descendente de índios Jim Thorpe necessita defrontar-se com o preconceito e a cassação de suas medalhas olímpicas, por ser considerado um atleta profissional em uma época que o amadorismo era obrigatório para as disputas olímpicas.

## Elenco
- Burt Lancaster .... Jim Thorpe
- Charles Bickford .... Glenn S. "Pop" Warner
- Steve Cochran .... Peter Allendine
- Phyllis Thaxter .... Margaret Miller
- Dick Wesson .... Ed Guyac